# Civil Összefogás Fórum

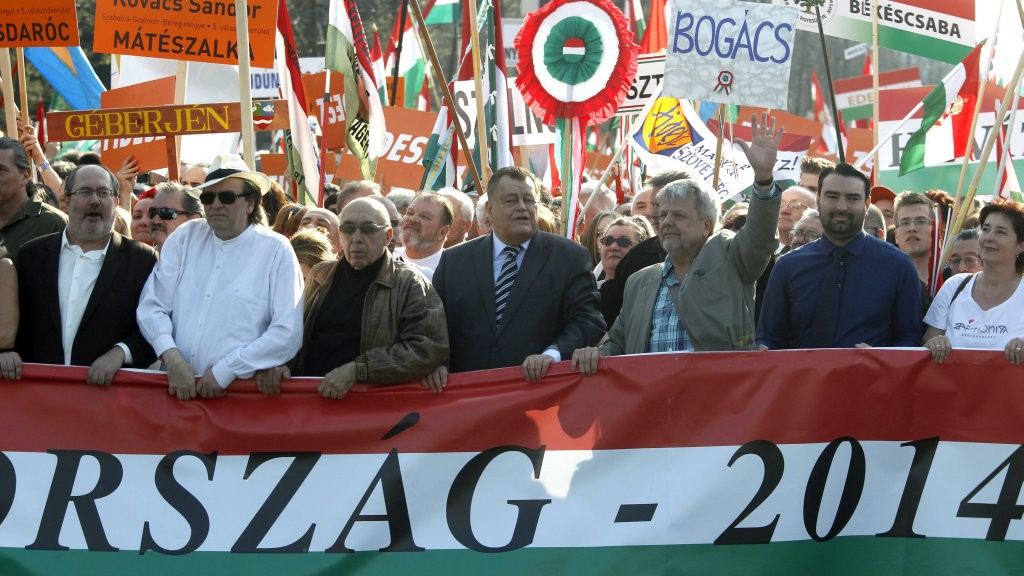
Békemenet 2014-ben. Az első sorban Fricz Tamás, Kerényi Imre, Stefka István, Széles Gábor, Csizmadia László és ifj. Lomnici Zoltán (balról jobbra)

A Civil Összefogás Fórum zászlaja

A Civil Összefogás Fórum (CÖF) egy közéleti tevékenységet végző magyarországi szervezet. A CÖF támogatói azok a magyarországi civil közösségek, amelyek visszaigazolták aktív együttműködésüket, és a társadalmi, gazdasági kérdések megoldásában történő részvételüket. 2009 virágvasárnapján, a budapesti Hősök terén alakult meg. A szervezet az Orbán-kormányok nemzeti elköteleződésű politikáját támogatja, a Békemenetek szervezője.

## A CÖKA
A Civil Összefogás Közhasznú Alapítvány (CÖKA) a CÖF és a Civil Együttműködési Tanácskozás (CET) közösségére támaszkodó, velük együttműködő, de jogi személyiségű szervezet, mely 2009-ben jött létre. A jogi személyiség lehetővé teszi az adományok elfogadását. Az alapítvány kuratóriumának elnöke Csizmadia László, a CÖF alapító-szóvivője. A CÖKA 2012-ben a Fidesz pártalapítványától, a Szövetség a Polgári Magyarországért Alapítványtól 40 millió, 2013-ban 20 millió forint támogatást kapott.

## Békemenet

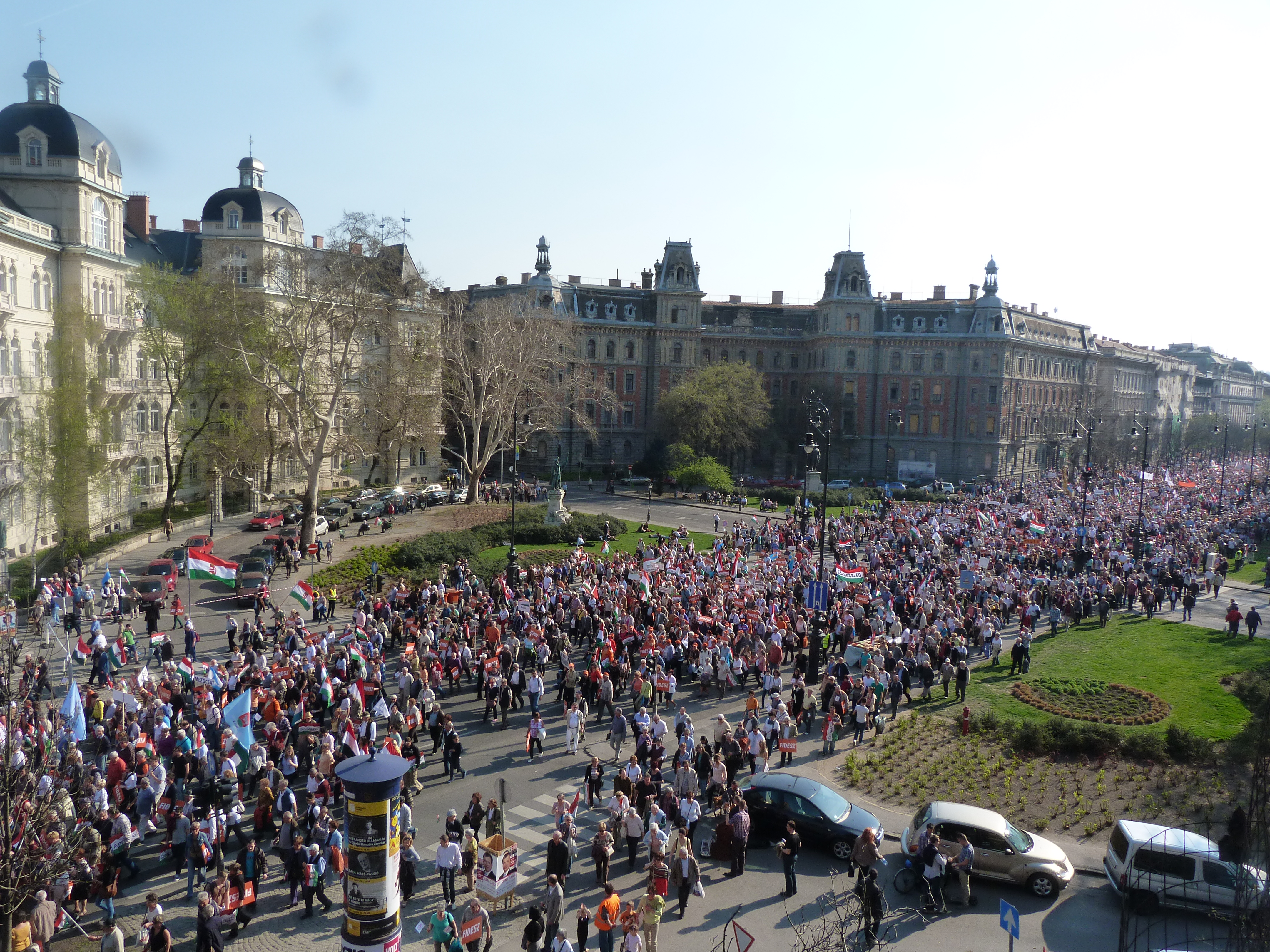
A hatodik Békemenet 2014-ben

A Békemenet a CÖF által szervezett tömegdemonstráció a második, majd a harmadik, negyedik és az ötödik Orbán-kormány mellett. A tömeg eleje, ahol a tüntetés szervezői is felsorakoznak, mindig egy feliratozott molinót tart.
| Sorszám | Dátum             | Helyszín | A molinó szövege                                    | A molinó üzenete |
| ------- | ----------------- | -------- | --------------------------------------------------- | --- |
| 1.      | 2012. január 21.  | Budapest | Nem leszünk gyarmat - We will not be a colony!      | "A szervezők akkor az IMF-nek és a szerintük az országot támadó külföldi sajtónak akartak üzenni." |
| 2.      | 2012. március 15. | Budapest | Egyesült erővel                                     | "...egy »körül nem írható gazdasági, pénzügyi hatalom« próbálja megnyirbálni Magyarország szabadságjogait." |
| 3.      | 2012. október 23. | Budapest | Nem maradunk adósok! - Egy a haza!                  | "...az adósrabszolgaságot nem tűrjük. Tehát üzenjük mindenkinek a világban, a pénzhatalmaknak, hogy Magyarország nem marad adós." |
| 4.      | 2013. február 5.  | Gyula    | Bajnai-Gyurcsány: Együtt tették tönkre az országot! | "Elég volt a hazug éhségmeneteikből, az ellentét és a gyűlölet szításából, elég volt a mesterséges botrányokból, elég volt a véget nem érő, hatvan éve tartó permanens hazugságaikból. Elég volt belőletek!"                                                                         |
| 5.      | 2013. október 23. | Budapest | Aki agresszív fél. Mi nem félünk!                   | "...tiltakozni az Orbán Viktort a közelmúltban ért támadás ellen [...] valamint tisztelegni az Orbán-kormány és a magyar társadalom három és fél éves kiemelkedő teljesítménye előtt."                                                                                               |
| 6.      | 2014. március 29. | Budapest | Egy az ország - 2014. április 6.                    | "...végre le kell számolni az MSZP által átmentett kádárizmus hagyományaival – szerintük ilyen az erkölcsi nihilizmus, a korrupció és »a seggnyalás művészete« –, és be kell fejezni a rendszerváltást."                                                                             |
| 7.      | 2018. március 15. | Budapest | A haza minden előtt                                 | "a közép-európai népek nagyon érzékenyek a szabadságukra és a függetlenségükre" |
| 8.      | 2021. október 23. | Budapest | Soha többé!                                         | "miközben a kormány 12 éve nyugodt életet biztosít számukra, egy bolsevik, ultraliberális, Soros által támogatott társaság tör a hatalomra, amely újrakezdené Magyarország kirablását"                                                                                               |
| 9.      | 2022. március 15. | Budapest | NO WAR                                              | "A magyar emberek az 1848–49-es forradalom és szabadságharc ünnepén egyértelmű üzenetet küldhetnek Brüsszelnek és a magyar baloldalnak abban a tekintetben, hogy nem kívánnak belekeveredni semmilyen háborúba, nem kívánnak sem fegyvereket, sem katonákat küldeni a frontvonalra." |
| 10.     | 2024. június 1.   | Budapest | NO WAR                                              | "Mi, magyarok a világháborúk borzalmai árán tanultuk meg, hogy a béke és csakis a béke az egyetlen elfogadható álláspont. Magyarország ma a béke szigete. És azt szeretnénk, ha ez így is maradna."                                                                                  |

## A Civil Összefogás Fórum felvonulása a lengyel nemzeti ünnepen
November 11-e lengyel nemzeti ünnep. Ezen a napon szabadult fel 1918-ban Lengyelország 123 évi idegen megszállást követően. A Lengyel Köztársasági első elnöke Józef Piłsudski lett. Az állami ünnepségeket hagyományosan Varsóban és Krakkóban tartják meg.  A krakkói felvonuláson és koszorúzáson  a Civil Összefogás Fórum 2009 óta minden évben részt vesz, ahogy a lengyelek is részt vesznek Magyarországon a március 15-i nemzeti ünnepeken. A 2019. november 11-i lengyel nemzeti ünnep napján a CÖF delegációja részt vett a Wawel székesegyházban tartott szentmisén, a felvonuláson és koszorúzáson. Az ünnepséget követően Csizmadia László, a Civil Összefogás Fórum elnöke az Európai Uniós Civil Együttműködési Tanács (EuCET) munkájáról is tárgyalt Tomasz Sakiewiczcsel, a Gazeta Polska főszerkesztőjével az Európai Uniós Civil Együttműködési Tanács (EuCET) munkájáról.

## Az Európai Uniós Civil Együttműködési Tanács létrehozása

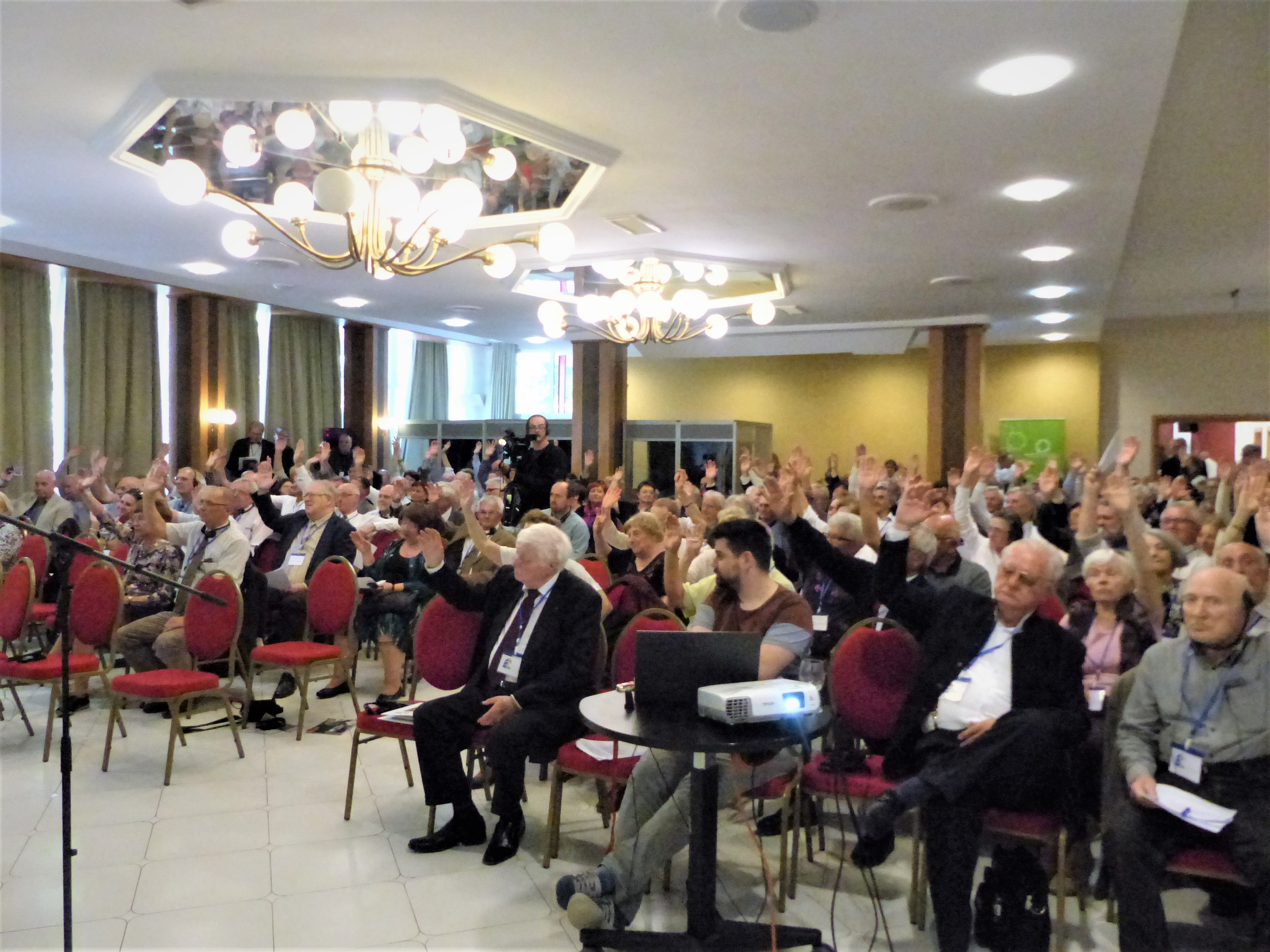
Az EuCET alapítása

2019. április 25-én tizenöt ország civil szervezeteinek képviselői a Civil Összefogás Fórum (CÖF) és a Civil Összefogás Közhasznú Alapítvány (CÖKA) kezdeményezésére létrehozták az Európai Uniós Civil Együttműködést Tanácsot (EuCET).

## Az EUCET által szervezett nemzetközi konferenciák
- 2019. április 25  Benczur Szálloda, Budapest
- 2020. november 5  online [24]
- 2021. október 15, 16 [25]
- 2023. november 24, 25 Ensana Szálloda, Budapest [26]

## Szóvivői
A CÖF szóvivői:
- Dr. Csizmadia László jogász
- Dr. Fricz Tamás politológus.
- Dr. Bencze Izabella
- Dr. ifj. Lomnici Zoltán alkotmányjogász, Lomnici Zoltán volt főbíró fia

## Előadássorozat a Szent Imre Gimnáziumban

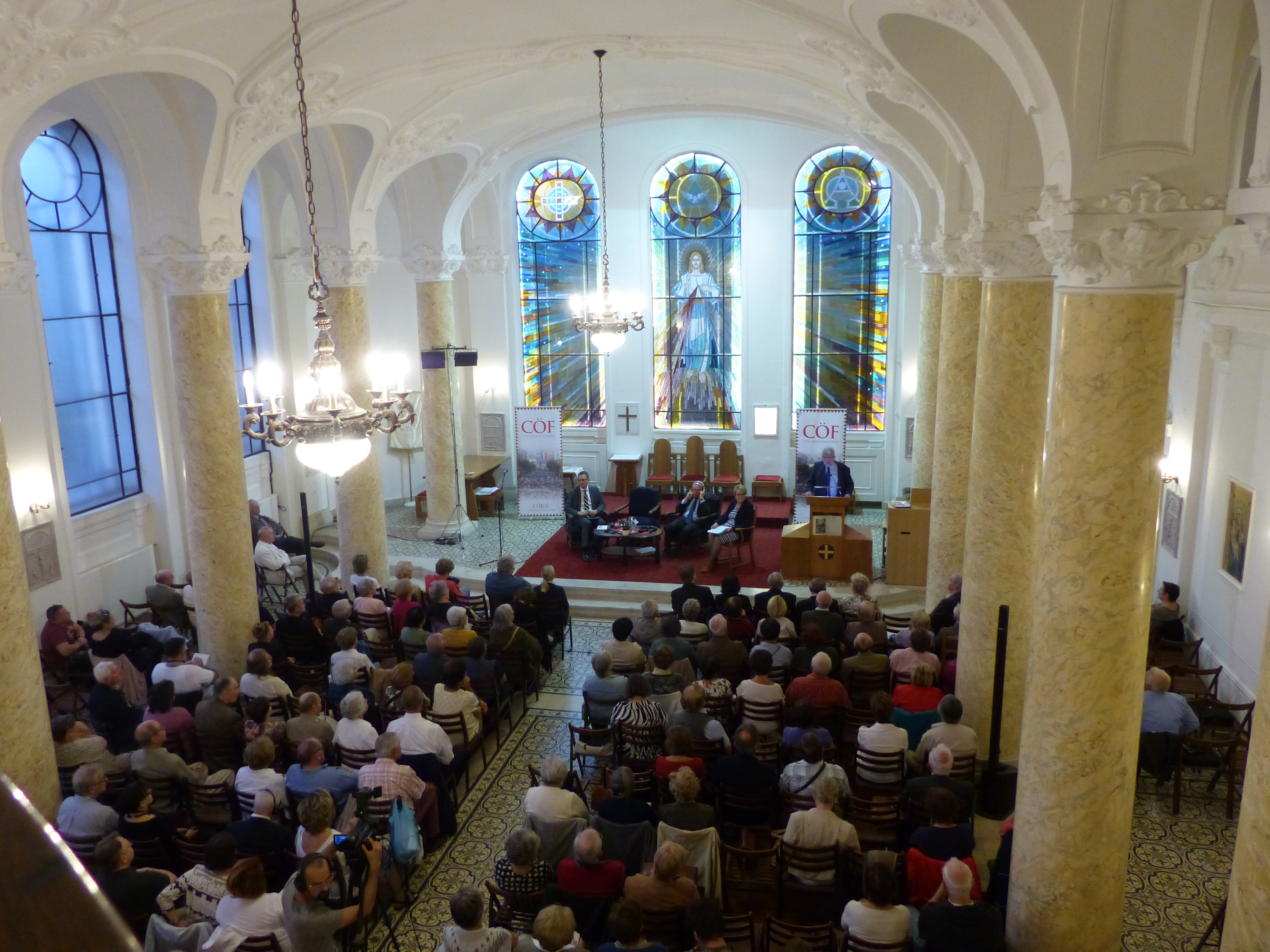
Közös uniós jövőnk a bajorokkal – Szellemi Honvédő Szimpozion

A Civil Összefogás Fórum és a Civil Összefogás Közhasznú Alapítvány a Szellemi Honvédők Közösségével összefogva 2015-ben Szellemi Honvédő Szimpozion címmel előadássorozatot indított. A sorozat célja a civilitika – polgárságtudomány megalapozása és kimunkálása. Az előadásokon neves, hivatásukban elismert előadók fejtették ki nézeteiket erről a témáról. A később Civil Akadémia névre keresztelt előadássorozatnak a Szent Margit Gimnázium, majd a Szent Imre Gimnázium ad helyet. 2018 őszén a Polgárok Házában is elindul a sorozat, így már havonta 2 alkalommal kerül megrendezésre. Több alkalommal kerül sor kihelyezett Civil Akadémiára is vidéken illetve határon túl is.
- 2015. november 20. – Csizmadia László
- 2016. január 11. – Kiszelly Zoltán: Merre tovább, Európa?
- 2016. január 25. – Rákay Philip: Szabadság tereink
- 2016. február 8. – dr. Lomnici Zoltán: Migránsok
- 2016. február 29. – Molnár V. József: A magyar nép hitéről, Mária-tiszteletről
- 2016. március 14. – Bayer Zsolt: Az Európai Unió és a keresztény kultúra jövőjéről
- 2016. április 4. – Hargitay András
- 2016. április 18. – Földi László: Nem a schengeni határokat, hanem Európát kell megvédeni!
- 2016. május 2. – Takaró Mihály: Magyar kultúra és migráció

2016. szeptember végén újabb előadássorozat indult Civil Akadémia címmel:
- 2016. szeptember 29. – Thomas Habermann, a CSU parlamenti képviselője, Rhön-Grabfeld megyei elnök
- 2016. február 8. – ifj. dr. Lomnici Zoltán
- 2016. november 21. – Béky László – Csókay András: Orvoslás magas fokon
- 2016. november 28. – Barsi Balázs: Adventi gondolatok
- 2017. február 23. – 5 éves a Békemenet
- 2017. március 20. – Bogár László: A Soros (Ál)Civilek
- 2017. április 3. – Georg Spöttle: A migráció háttere
- 2017. május 8. – Bíró Zoltán: A valódi rendszerváltás?!
- 2017. június 12. - Gajdics Ottó:
- 2017. szeptember 11.- Tarlós István: Budapest Te csodás
- 2017. október 2. - Menyhárt József:
- 2017. november 13. Brenzovics László:
- 2017. december 4. - Bencsik András:
- 2018. március 2. - Gulyás Gergely:
- 2018. április 3. - Kovács Zoltán:
- 2018. május 14. - Fricz Tamás:
- 2018. szeptember 3. - G. Fodor Gábor, Szabó Zsófia:
- 2018. szeptember 20. - Gajdics Ottó, Szakács Árpád:
- 2018. október 1. - Speidl Bianka, Soltész Miklós:
- 2018. október 18. - Zétényi Zsolt, Völgyesi Miklós, ifj. Lomnici Zoltán, Gaudi Tamás
- 2018. október 29. - Petán Péter, Lánczi Tamás:
- 2018. november 15. - Tarlós István:
- 2018. november 26. - Fűrész Tünde, Szerencsés Károly:
- 2018. december 13. - Kásler Miklós:
- 2019. január 7. - Morvai Krisztina
- 2019. január 24. - Nógrádi György
- 2019. február 11. - Kocsis Máté, Kubatov Gábor
- 2019. február 28. - Schmidt Mária
- 2019. március 11. - Boros Bánk Levente, ifj. Lomnici Zoltán
- 2019. március 26. - Szentesi-Zöldi László
- 2019. március 28. -  Bán Mór, Rákay Philip
- 2019. április 8. - Deutsch Tamás, Kiszelly Zoltán
- 2019. április 25. - Maróth Miklós, Fricz Tamás
- 2019. május 2. - Szijjártó Péter
- 2019. május 13. - Bogár László, Lóránt Károly
- 2019. május 30. - Bayer Zsolt, Farkas Örs
- 2019. június 25. - (Vajdasági kihelyezett) - Boros Imre
- 2019. augusztus 26. - Osztie Zoltán
- 2019. szeptember 2. - Tarlós István
- 2019. szeptember 19. - Kósa Lajos
- 2019. szeptember 30. - Boros Bánk Levente, Pindroch Ferenc
- 2019. október 4. - (Szeged kihelyezett) Kiszelly Zoltán
- 2019. október 8.- Hoffmann Tamás
- 2019. október 14. - Fricz Tamás, Lomnici Zoltán
- 2019. október 24. - M Kiss Sándor, Horváth Attila
- 2019. november 4. - Földi-Kovács Andrea, Petán Péter
- 2019. november 21. - Ferencz Orsolya
- 2019. november 22. - (Debrecen kihelyezett) Lomnici Zoltán
- 2020. január 13. - Varga Judit
- 2020. január 29.- Fürjes Balázs, Gyorgyevics Benedek
- 2020. január 30. - (Miskolc kihelyezett) Lomnici Zoltán
- 2020. február 5. - (Dombóvár kihelyezett) Kiszelly Zoltán
- 2020. február 17. - Schanda Tamás, Rácz Zsófia
- 2020. február 27. - (Miskolc kihelyezett) Fricz Tamás

## A Civil Összefogás FórumSzellemi Honvédő díjjalkitüntetettjei

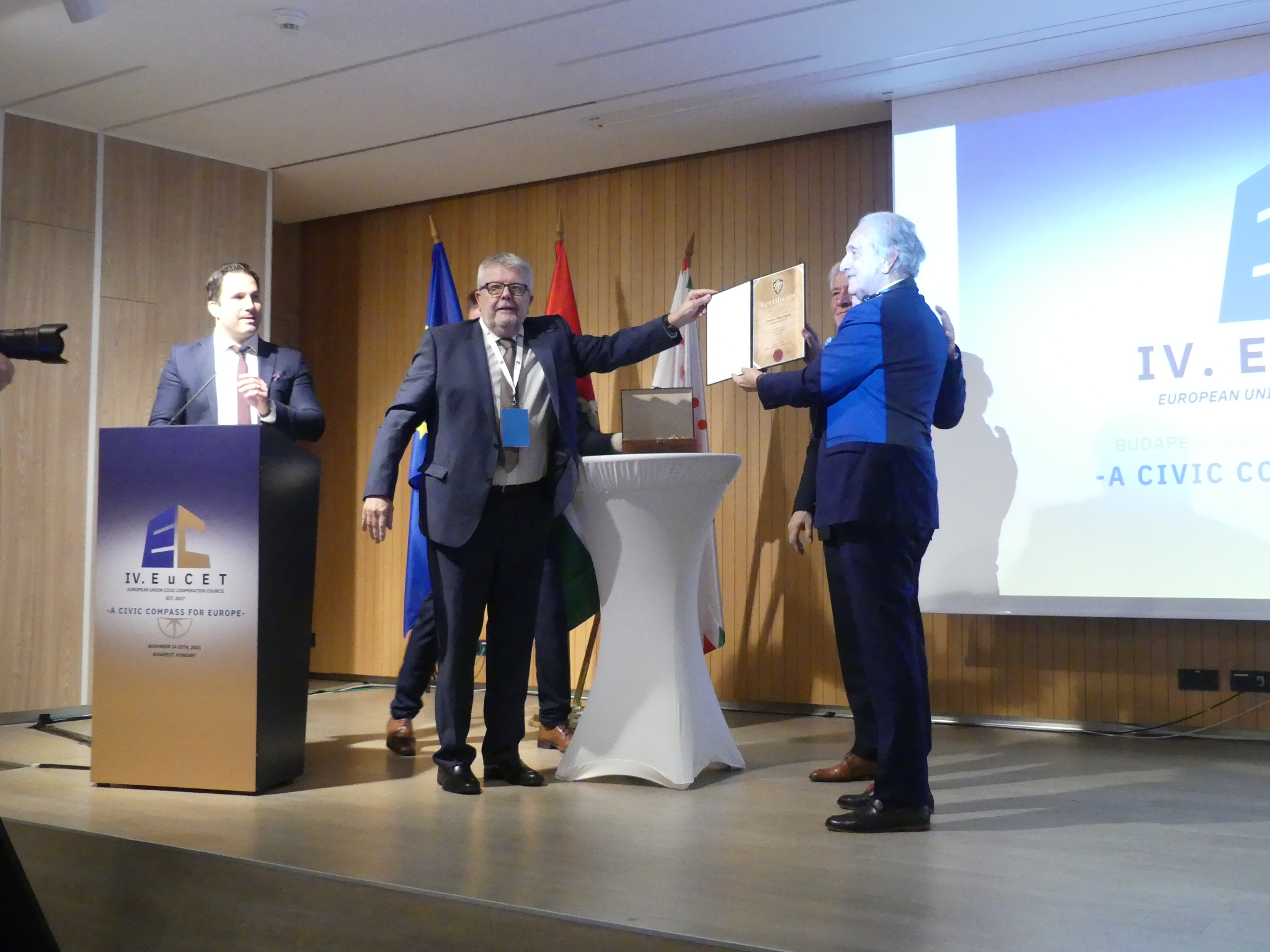
Szellemi Honvédő díj 2023 átadása

2015. november 20-án, első alkalommal Zétényi Zsolt jogász, a Nemzeti Jogvédő Alapítvány kuratóriumi elnöke, Tőkéczki László történész, az ELTE tanszékvezető egyetemi tanára, valamint a Rákóczi Szövetség volt a díjazott.
2016. december 2-án adták át második alkalommal Szellemi Honvédők díjat, melyet ez alkalommal ifj. Tóth György riporter, szerkesztő-műsorvezető, Völgyesi Miklós bíró, illetve a Fókusz a Kárpát-medencei Kulturális Kapcsolatokért Közhasznú Egyesület vehetett át.
2017: a díjakat ezúttal a Gazeta Polska Klubokat képviselő Ryszard Kapuścinski, Lengyel Attila, a Civil Összefogás Fórum Miskolc Klub vezetője és Barsi Balázs ferences szerzetes vehették át.
2018: Szabó Anett, az Echo TV médiaszakember, Bodó Barna, a Magyar Civil Szervezetek Erdélyi Szövetsége elnöke, illetve a Kisebbségi Jogvédő Intézet képviselője. A CÖF-CÖKA Szellemi Honvédő Emléklapot adományozott Gubás Jenő vajdasági orvosnak, a délvidéki magyar közélet jeles képviselőjének
2019: Földi-Kovács Andrea és Németh Miklós Attila médiaszakember, továbbá Palkovics Imre, a Munkástanácsok Országos Szövetségének elnöke, valamint Petán Péter, a Magyar Hírlap főszerkesztője. Emléklapot kapott a Kárpátaljai Magyar Kulturális Szövetség Ifjúsági Szervezete
2020:  Balog Zoltán református lelkész, Márfi Gyula érsek, Dr. Bencze Izabella jogász, a Közszolgálati Közalapítvány Kuratóriumának tagja, Erdélyi Körök Országos Szövetsége (EKOSZ)
2021:  Márfi Gyula nyugalmazott veszprémi érsek, Balog Zoltán miniszter, református püspök, Bencze Izabella jogász, a CÖF-CÖKA alapító tagja, Erdélyi Körök Országos Szövetsége (EKOSZ).
2022. december 8-án: Szíjjártó Péter külgazdasági és külügyminiszter, Orosz Ildikó, a II. Rákóczi Ferenc Kárpátaljai Magyar Főiskola elnöke, Ifj. Lomnici Zoltán, alkotmányjogász, a CÖF-CÖKA szóvivője, Regőczi Alapítvány.
2023. november 25-én: Gian Luigi Ferretti, az olasz Unione Generale del Lavoro (UGL) szakszervezet nemzetközi kapcsolatokért felelős vezetője

## Az MVM támogatása
2017 májusában nyilvánosságra került, hogy az állami tulajdonú MVM Magyar Villamos Művek Zrt.  az előző évben 508 millió forint támogatást adott a Civil Összefogás Közhasznú Alapítványnak. Csizmadia László, a szervezet elnöke úgy nyilatkozott, hogy a forrást az akkor elkezdett és napjainkban is folytatódó civil misszióra fordítják: kidolgozzák a népfelség elvére alapozott civilitika tudományágát, hirdetésekkel hívják fel a figyelmet a személyi jövedelemadó egy százalékának lehetséges adományozására, valamint megalkotják és népszerűsítik a táplálkozásbiológiailag korszerű „komplettált” ételek technológiáját. Az MVM az adatvédelmi hatóság elnökének felszólítása ellenére sem árulta el, hogy milyen célra és milyen feltételekkel adta a támogatást a CÖF-nek.